# Григор Георгиев
Григор (Глигор) Георгиев (Георев, Гьорев), известен като Бучишки, е български революционер, деец Вътрешната македонска революционна организация.

## Биография
Роден в щипското село Бучище. Влиза във ВМОРО. При избухването на Балканската война в 1912 година е доброволец в Македоно-одринското опълчение и служи четата на Славчо Абазов и Нестроевата рота на 15 щипска дружина. През Междусъюзническата война е в Сборната партизанска рота и е ранен на 5 юни 1913 година. Носител е на орден „За храброст“ IV степен.
След като родният му край попада в Сърбия след Междусъюзническата война Георгиев продължава с революционната си дейност и в 1914 година е четник на Дончо Ангелов и Иван Бърльо, а в 1915 година - на Стоян Леков.
След 1919 година се включва във възстановяването на ВМРО в Кратовско. Загива на 19 април 1923 година заедно с Туше от Бунеш, Саздо Гочев и Пано от Неокази и Лазар Станишков и Николчо Иванов от Нежилово.